# Chago Alvarado
Lorenzo Santiago Alvarado Santos (1920-1982) fue un cantante, compositor y guitarrista puertorriqueño. Se hizo famoso internacionalmente con Johnny Albino y Félix "Ola" Martínez como parte del Trío San Juan durante los años 1949-1957. Entre sus mejores temas se encuentra el bolero de 1956 llamado "Siete notas de amor".Conocido como Chago Alvarado.

## Primeros años
Alvarado nació en Ponce, Puerto Rico, el 26 de octubre de 1920. Era hijo del músico Julio Alvarado Tricoche (1886-1970) y de Georgina Santos. Tuvo seis hermanos. Se inició en el mundo de la música a través de su propia madre, con la que cantaba en público a dúo. En 1939 formó parte de la "Tribuna del arte", un programa de radio de la WNEL. Ganar el primer premio en ese programa marcó el comienzo de su carrera. Esto le llevó a la ciudad de Nueva York tras conseguir un contrato con el Chico Club de Greenwich Village.

## Carrera musical
En Nueva York se unió al quinteto de Celso Vega, obteniendo exposición en las cadenas de radio CBS y NBC. En 1944 se unió al Sexteto Flores, dirigido por el compositor Pedro Flores. Con este grupo realizó su primera gira internacional en 1946. Tras la disolución del grupo, regresó a Puerto Rico y fue contratado por la WEMB (Radio El Mundo), en 1947.
Regresa a Nueva York y se une al Cuarteto Yalí, dirigido por Félix Rodríguez "Corozo", en 1948. Se unió al Trío San Juan, marcando el comienzo de una nueva etapa en su carrera musical. Muchos expertos musicales juzgaron a este grupo como el mejor trío puertorriqueño. El Trío San Juan era muy apreciado en México y Colombia, incluso más que el Trío los Panchos. También fue muy apreciado en Venezuela, Brasil, Perú y Argentina, además de Estados Unidos.
El grupo cosechó muchos éxitos, pero ninguno mayor que "Siete notas de amor", que ha formado parte de la banda sonora de películas mexicanas como "El amor que yo te di" y "La cigüeña dijo sí" (1958), además de "¡Viva Jalisco, que es mi tierra!". (1959). También contó con versiones en francés, japonés, italiano e inglés.

## Vida personal
En julio de 1941, Chago se casó con Aurora Torres en Ponce, Puerto Rico. En ese momento, su nombre legal era Santiago Rodríguez. En años posteriores, Chago y su esposa lograron obtener el derecho legal a utilizar el apellido Alvarado. Aurora falleció en Nueva York en diciembre de 2011. Chago y Aurora tuvieron cinco hijos; uno, Harry, murió de una enfermedad cardíaca en agosto de 2015. También tuvo otra esposa llamada Pilar donde tuvieron una hija; Lourdes. La canción "Cosas como tu" está dedicada a Lourdes que aún vive.

## Años posteriores
Chago Alvarado vivió sus últimos años en Humacao, donde era propietario de un restaurante y club nocturno llamado "La Brasa Steak House". Allí actuaba en directo los fines de semana. Víctima de una enfermedad renal, falleció el 23 de julio de 1982, a la edad de 62 años. Se había casado con Irma Gloria Cedeño en 1977 y tuvieron siete hijos.